# Hydromedusa
Las tortugas acuáticas de cuello largo, tortugas de cuello de víbora o tortugas de río (Hydromedusa) integran un género de tortugas de la familia de los quélidos. Sus 2 especies vivientes habitan en biotopos acuáticos de agua dulce en regiones templadas y cálidas del centro-este y nororiente de Sudamérica.

## Taxonomía
Descripción original
Este género fue descrito originalmente en el año 1830 por el herpetólogo alemán Johann Georg Wagler, para incluir a la especie Emys maximiliani, que había sido descrita 5 años antes, por el botánico, zoólogo y entomólogo austro-húngaro- alemán Johann Christian Mikan.
Etimología
Etimológicamente el término Hydromedusa se construye con palabras del idioma griego, ὕδωρ (húdōr, hydor= “agua”, hydre= “reptil acuático”) y Μέδουσα (Médousa) desde μέδω (médō, medon= “guardián”, “protector”).

## Distribución y hábitat
Este género se distribuye en el este y el sur de Brasil, en el sur del Paraguay, en todo Uruguay y en el nordeste y centro-este de la Argentina. Sus especies habitan en arroyos y ríos de aguas templadas o cálidas, preferentemente en ambiente subtropical.

## Costumbres
Estas tortugas tienen una dieta exclusivamente zoófaga, alimentándose (únicamente dentro del agua) de peces, anfibios, crustáceos, insectos acuáticos y, especialmente, de caracoles. Poseen hábitos mayormente nocturnos, asoleándose durante el día. Nadan bien y caminan por el lecho buscando su alimento. Cuando se trasladan fuera del agua lo hacen rápidamente, con su muy largo cuello extendido o arqueándolo oblicuamente, formando una “S”. Hibernan completamente sumergidas. La cópula ocurre en el lecho del biotopo acuático en el que habitan. En primavera, la hembra cava un hueco en tierra o arena de un sector que no será alcanzado por las inundaciones, y allí coloca entre 5 y 15 huevos blancos, elípticos y de cáscara dura, de 30 mm por 20 mm; al finalizar, procede a tapar y se desentiende de su suerte. El género soporta aguas de salinidad elevada en las marismas próximas a la bahía de Samborombón.

### Subdivisión
Este género se compone de 2 especies vivientes, a la que se le suma una especie extinta, solo conocida del registro fósil: 
- Hydromedusa maximiliani (Mikan, 1825)[2] tortuga de río brasileña. Es una especie endémica de las selvas serranas del este de Brasil. Las repetidas menciones para la provincia argentina de Misiones[10][11] son erróneas,[12][13] confusiones con la especie siguiente, la única especie de este género que allí habita.
- Hydromedusa tectifera Cope, 1869,[14] tortuga de río común. Tortuga con amplia distribución en la cuenca del Plata.
- † Hydromedusa casamayorensis de la Fuente & Bona, 2002 especie solo conocida por el registro fósil, exhumado de estratos pertenecientes a las formaciones Salamanca y Sarmiento, del Eoceno inferior de la Patagonia argentina.[15]

La diversidad viviente del género podría ser mayor, teniendo en cuenta que H. maximiliani presenta 2 poblaciones alopátricas, con evidencia molecular de ausencia de flujo genético entre sí desde hace 16 millones de años.

## Características
Hydromedusa presenta un caparazón ovalado, de hasta 30 cm, dorsalmente convexo y típicamente ornamentado. Se caracteriza dentro de Chelidae por tener el hueso nucal ensanchado, desplazado hacia atrás, cuello de longitud extrema, narinas con aberturas internas anchas, presencia de arco parieto-escamoso, placa intergular muy desarrollada, serie de huesos neurales casi completa (6 a 9) y miembros anteriores terminados en 4 garras fuertes en cada uno. El escudo nucal es grande, ensanchado y no forma parte del margen anterior del carapacho, por lo que la primera placa marginal contacta con su simétrica, de modo que el carapacho posee placas marginales en número par. Presenta la lámina nucal detrás del primer par de marginales.

## Antigüedad y relaciones filogenéticas
Hydromedusa está muy estrechamente relacionado con el género de tortugas fósiles Yaminuechelys. También se relaciona con las tortugas de pantano de cuello lateral de Sudamérica (Acanthochelys) y las tortugas de cuello de serpiente de la región Australiana-Melanesia (Chelodina), pero menos cerca de las tortugas de río de Sudamérica (Podocnemididae) que pertenecen a un linaje más moderno de Pleurodira. Se ha postulado una edad Daniense para el clado Hydromedusa, siendo este género el más antiguo de los Chelonii de Sudamérica, con restos obtenidos de sedimentos del Paleoceno Inferior de la provincia del Chubut, así como muestras del Eoceno inferior de varias localidades de dicha provincia argentina correspondientes a la especie extinta Hydromedusa casamayorensis.